# Metaphanoderma kamtchaticum
Metaphanoderma kamtchaticum is een rondwormensoort uit de familie van de Phanodermatidae. De wetenschappelijke naam van de soort is voor het eerst geldig gepubliceerd in 1984 door Platonova.